# Jon Morton Aase
Jon Morton Aase (ur. 1936 w Albuquerque w Nowym Meksyku) – amerykański pediatra, który wraz z Davidem W. Smithem opisał chorobę zwaną od jego nazwiska zespołem Aase’a.